# Chapelle-Royale
Pour les articles homonymes, voir Chapelle (homonymie).
Chapelle-Royale est une commune française située dans le département d'Eure-et-Loir en région Centre-Val de Loire.

## Géographie

### Situation
La ville de Chapelle-Royale fait partie du canton de Brou et de l'arrondissement de Nogent-le-Rotrou.
Le village le plus proche, Les Autels-Villevillon se situe à 4,9 km. D'autres communes à la limite de l'Eure-et-Loir et du Loir-et-Cher se situent à moins de 10 km de Chapelle-Royale : La Bazoche-Gouet, Moulhard, Unverre, Arrou et Le Gault-du-Perche (Loir-et-Cher).
Elle fait partie, depuis le 1er janvier 2017, de la communauté de communes du Perche qui rassemble 22 communes.

Situation géographique
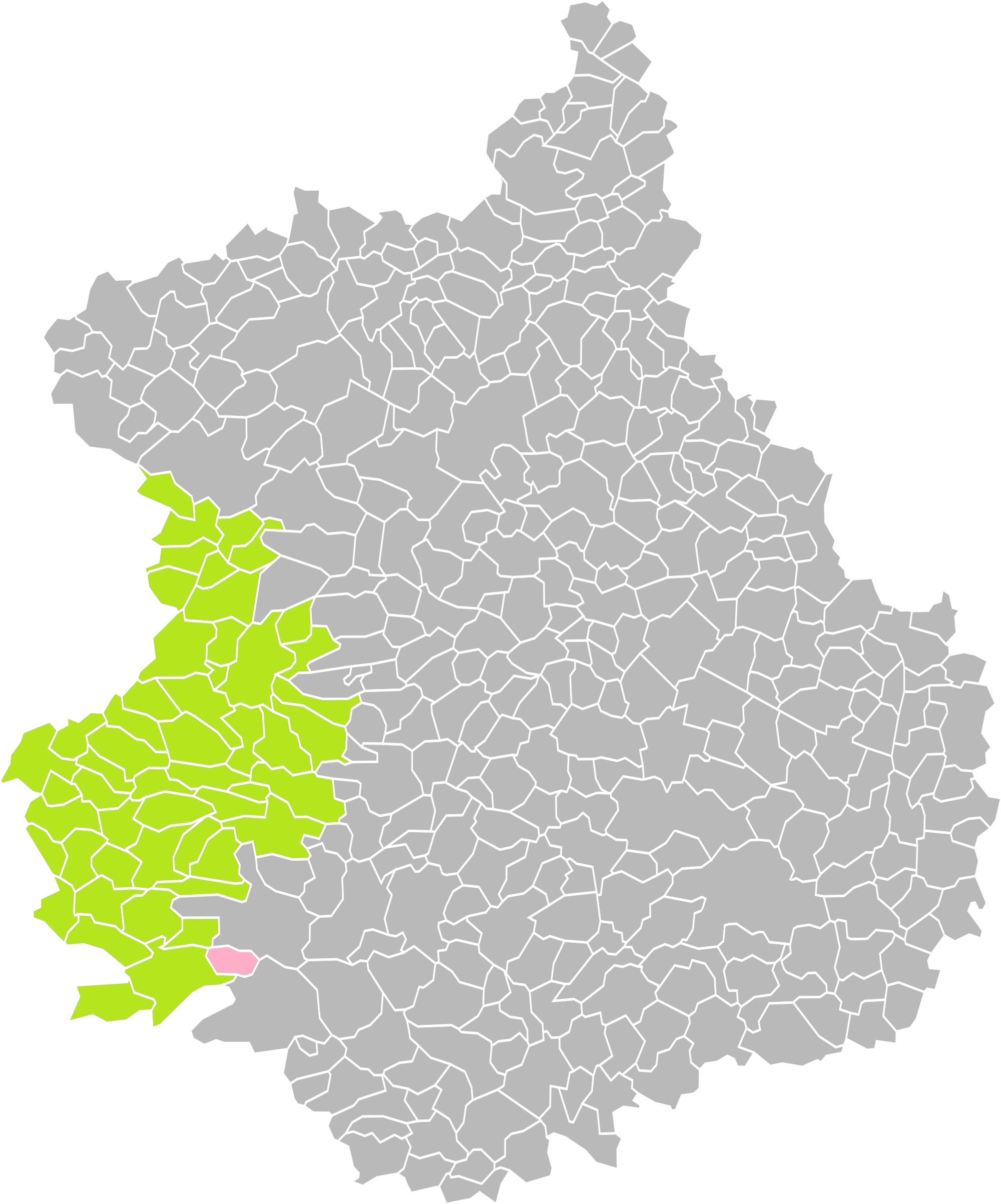
Chapelle-Royale dans son arrondissement.
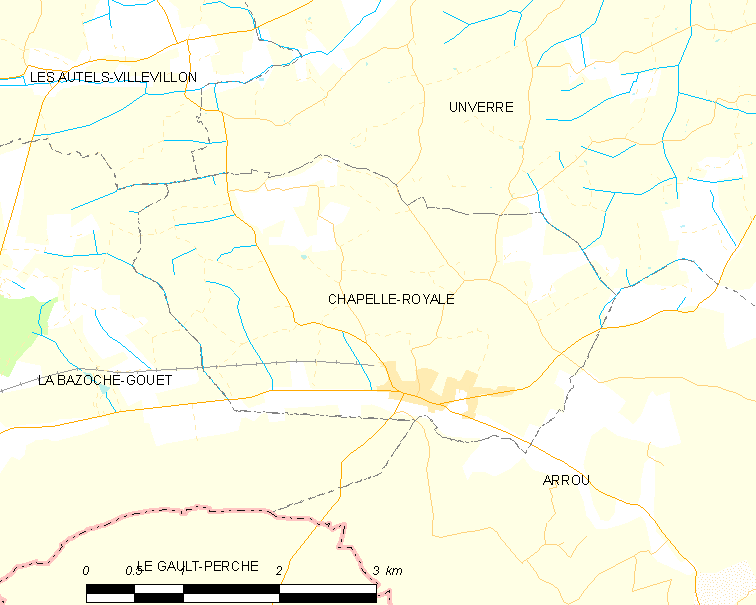
Carte de la commune de Chapelle-Royale.

### Communes limitrophes
| Les Autels-Villevillon | Unverre         |       |
| La Bazoche-Gouet       | Chapelle-Royale |       |
|                        |                 | Arrou |

### Hydrographie
La commune est traversée par la rivière Yerre, affluent en rive droite du Loir, lui-même sous-affluent de la Loire par la Sarthe et la Maine.

L'Yerre à Chapelle-Royale
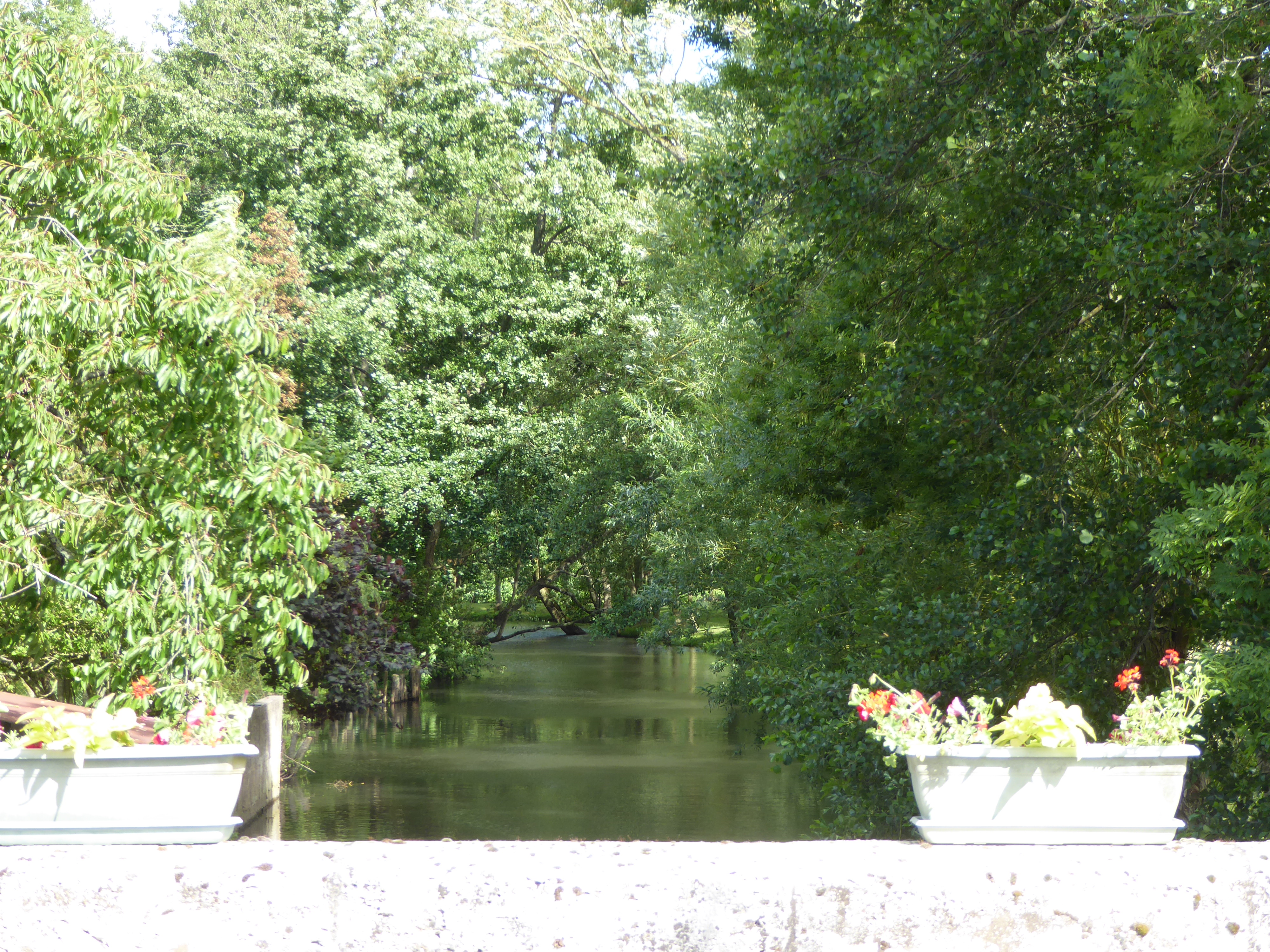
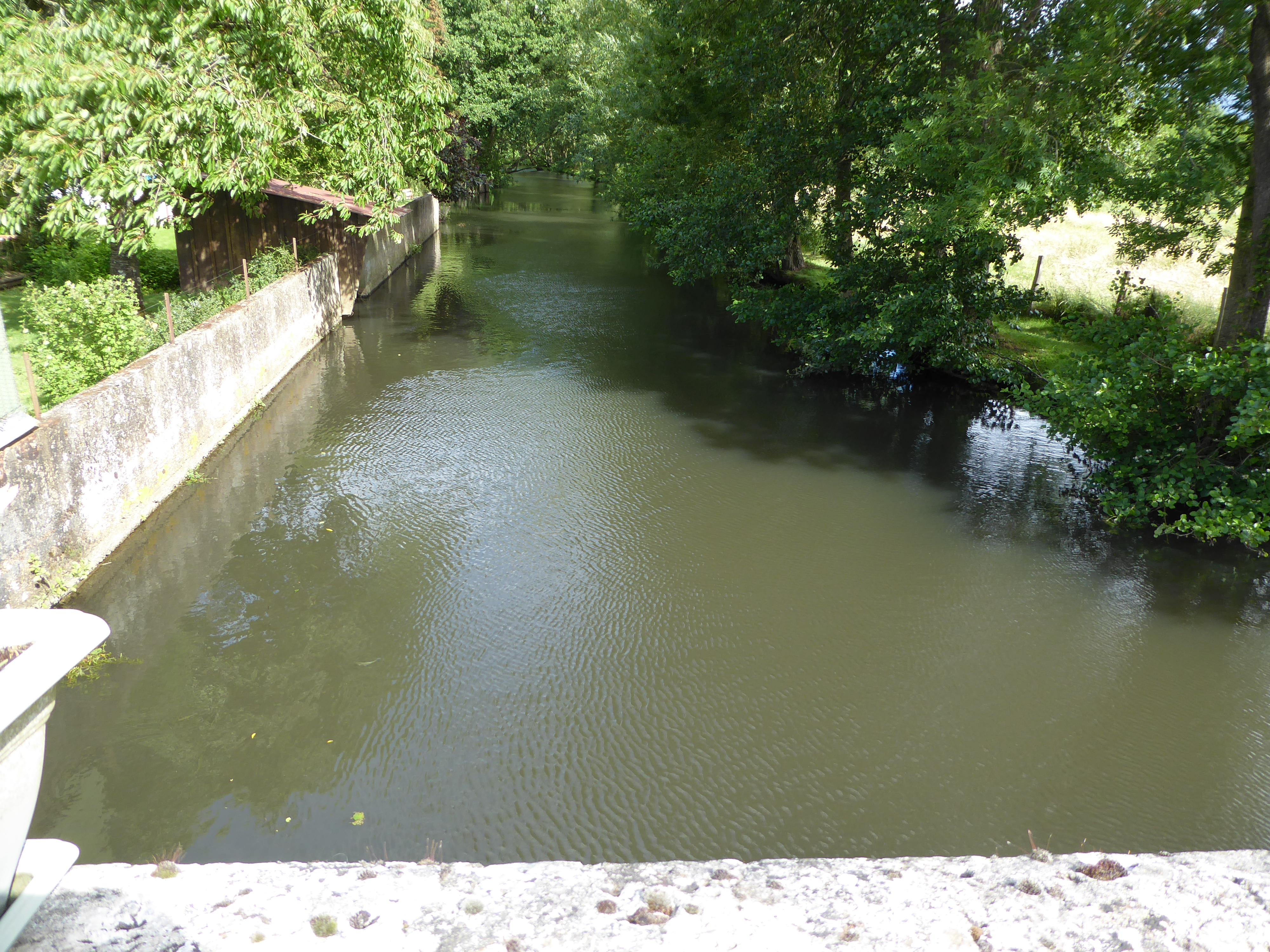

### Climat
Pour des articles plus généraux, voir Climat du Centre-Val de Loire et Climat d'Eure-et-Loir.
En 2010, le climat de la commune est de type climat océanique dégradé des plaines du Centre et du Nord, selon une étude du CNRS s'appuyant sur une série de données couvrant la période 1971-2000. En 2020, Météo-France publie une typologie des climats de la France métropolitaine dans laquelle la commune est exposée à un climat océanique altéré et est dans la région climatique  Moyenne vallée de la Loire, caractérisée par une bonne insolation (1 850 h/an) et un été peu pluvieux. 
Pour la période 1971-2000, la température annuelle moyenne est de 10,5 °C, avec une amplitude thermique annuelle de 14,6 °C. Le cumul annuel moyen de précipitations est de 675 mm, avec 10,9 jours de précipitations en janvier et 7,6 jours en juillet. Pour la période 1991-2020, la température moyenne annuelle observée sur la station météorologique de Météo-France la plus proche, sur la commune de Chapelle-Guillaume à 11 km à vol d'oiseau, est de 11,1 °C et le cumul annuel moyen de précipitations est de 758,2 mm,. Pour l'avenir, les paramètres climatiques de la commune estimés pour 2050 selon différents scénarios d'émission de gaz à effet de serre sont consultables sur un site dédié publié par Météo-France en novembre 2022.

## Urbanisme

### Typologie
Au 1er janvier 2024, Chapelle-Royale est catégorisée commune rurale à habitat dispersé, selon la nouvelle grille communale de densité à 7 niveaux définie par l'Insee en 2022.
Elle est située hors unité urbaine. Par ailleurs la commune fait partie de l'aire d'attraction de Brou, dont elle est une commune de la couronne,. Cette aire, qui regroupe 7 communes, est catégorisée dans les aires de moins de 50 000 habitants,.

### Occupation des sols
L'occupation des sols de la commune, telle qu'elle ressort de la base de données européenne d’occupation biophysique des sols Corine Land Cover (CLC), est marquée par l'importance des territoires agricoles (96,7 % en 2018), une proportion sensiblement équivalente à celle de 1990 (96,8 %). La répartition détaillée en 2018 est la suivante : 
terres arables (81,5 %), prairies (15 %), zones urbanisées (3,3 %), zones agricoles hétérogènes (0,2 %). L'évolution de l’occupation des sols de la commune et de ses infrastructures peut être observée sur les différentes représentations cartographiques du territoire : la carte de Cassini (XVIIIe siècle), la carte d'état-major (1820-1866) et les cartes ou photos aériennes de l'IGN pour la période actuelle (1950 à aujourd'hui).

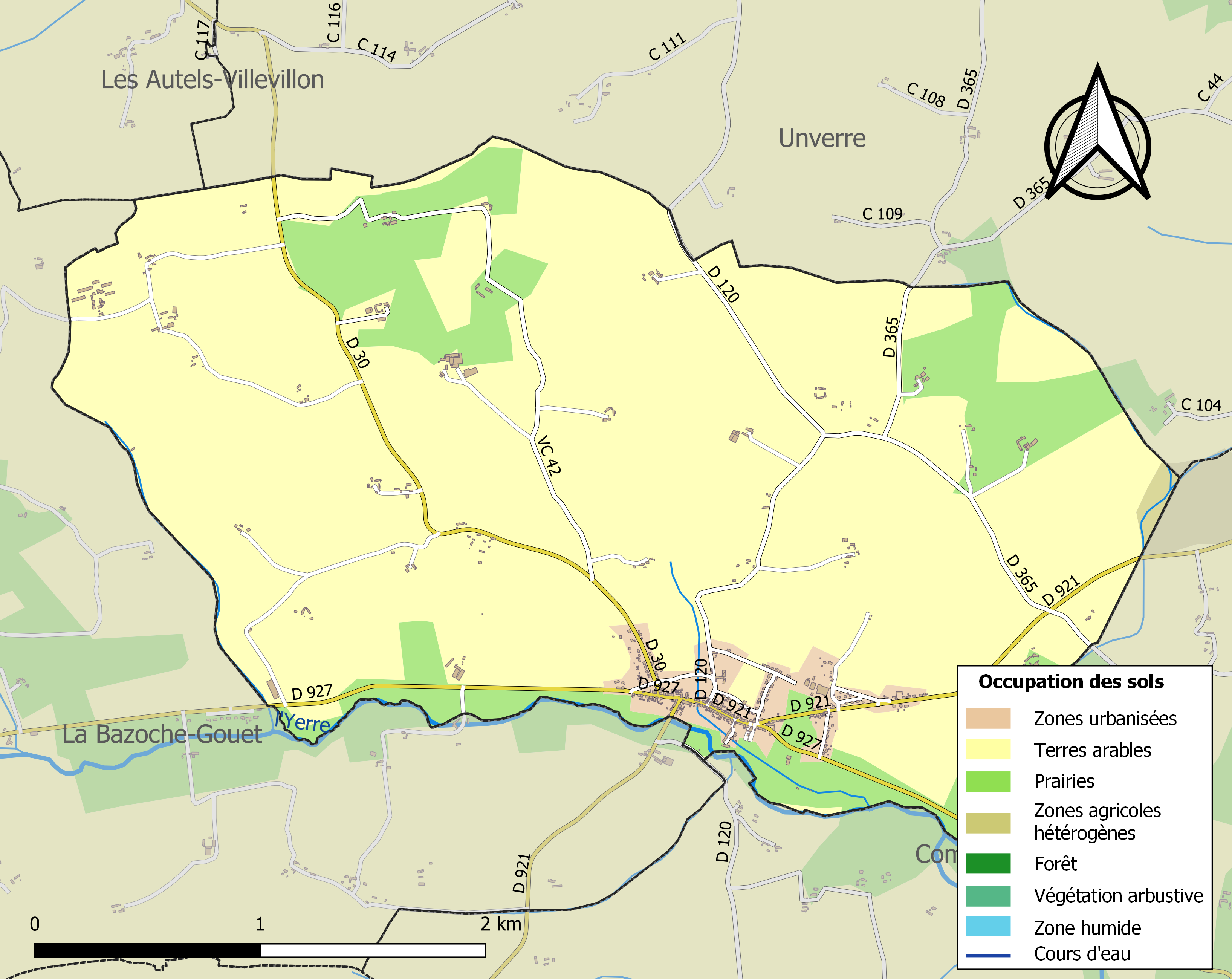
Carte des infrastructures et de l'occupation des sols de la commune en 2018 (CLC).

### Risques majeurs
Le territoire de la commune de Chapelle-Royale est vulnérable à différents aléas naturels : météorologiques (tempête, orage, neige, grand froid, canicule ou sécheresse), inondationset séisme (sismicité très faible). Il est également exposé à un risque technologique, le transport de matières dangereuses. Un site publié par le BRGM permet d'évaluer simplement et rapidement les risques d'un bien localisé soit par son adresse soit par le numéro de sa parcelle.

#### Risques naturels
Certaines parties du territoire communal sont susceptibles d’être affectées par le risque d’inondation par débordement de cours d'eau, notamment l'Yerre. La commune a été reconnue en état de catastrophe naturelle au titre des dommages causés par les inondations et coulées de boue survenues en 1999,.

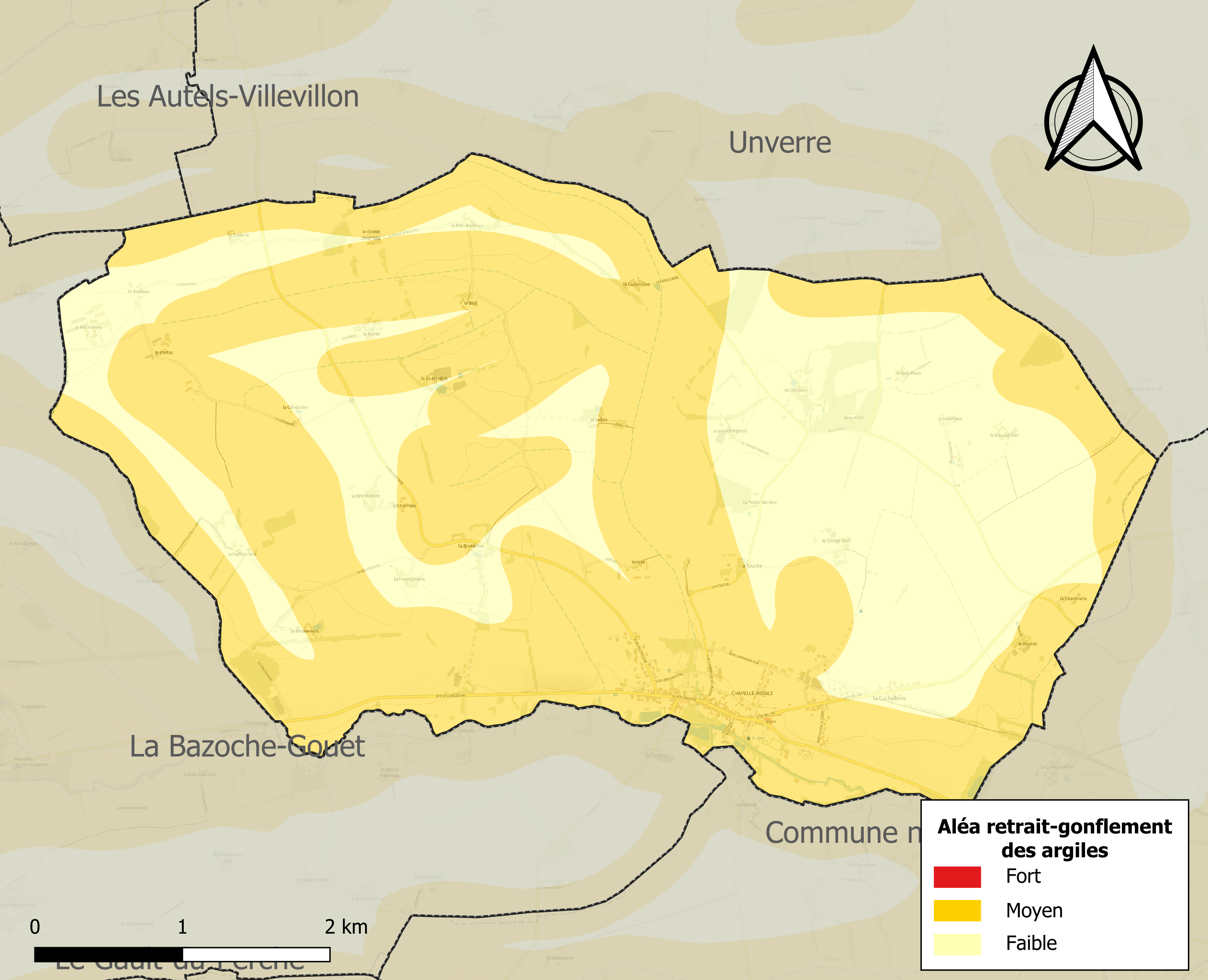
Carte des zones d'aléa retrait-gonflement des sols argileux de Chapelle-Royale.

Le retrait-gonflement des sols argileux est susceptible d'engendrer des dommages importants aux bâtiments en cas d’alternance de périodes de sécheresse et de pluie. 63,8 % de la superficie communale est en aléa moyen ou fort (52,8 % au niveau départemental et 48,5 % au niveau national). Sur les 229 bâtiments dénombrés sur la commune en 2019, 177 sont en aléa moyen ou fort, soit 77 %, à comparer aux 70 % au niveau départemental et 54 % au niveau national. Une cartographie de l'exposition du territoire national au retrait gonflement des sols argileux est disponible sur le site du BRGM,.
Concernant les mouvements de terrains, la commune a été reconnue en état de catastrophe naturelle au titre des dommages causés par des mouvements de terrain en 1999.

#### Risques technologiques
Le risque de transport de matières dangereuses sur la commune est lié à sa traversée par des infrastructures routières ou ferroviaires importantes ou la présence d'une canalisation de transport d'hydrocarbures. Un accident se produisant sur de telles infrastructures est en effet susceptible d’avoir des effets graves au bâti ou aux personnes jusqu’à 350 m, selon la nature du matériau transporté. Des dispositions d’urbanisme peuvent être préconisées en conséquence.

## Toponymie
Le nom de la localité est attesté sous les formes Regia Capella vers 1070, Chappelle Réale en 1384, Chapelle Réal en 1540, Chappelle Royal en 1598, Chaspel Royal en 1630, Chapell sur Yerre en 1793, Chapelle-sur-Yerre en 1801, Chapelle-Royale en 1816.

## Histoire

### Révolution française et Empire
Au cours de la Révolution française, la commune porta provisoirement le nom de Chapelle-sur-Yerre. Les habitants de Chapelle-Royale se nomment les Capellariens.

## Politique et administration

### Liste des maires
| Période                                  | Période    | Identité        | Étiquette | Qualité    |
| ---------------------------------------- | ---------- | --------------- | --------- | ---------- |
| mars 2001                                | avril 2008 | Mauricette Dieu |           |            |
| avril 2008                               | En cours   | Thomas Blonsky, | LREM      | Commerçant |
| Les données manquantes sont à compléter. |            |                 |           |            |

### Politique environnementale

#### Cadre de vie
La commune a été distinguée par une fleur au concours national des villes et villages fleuris de 2016, puis par une deuxième en 2018.

#### Déchèterie
La déchèterie à laquelle est reliée la commune est celle de Charbonnières ou l'une des 3 autres du sitcom de Nogent-le-Rotrou.

### Services

#### Gestion de l'eau
Le service de l'eau est géré par la mairie[réf. nécessaire]. 

## Population et société

### Démographie
L'évolution du nombre d'habitants est connue à travers les recensements de la population effectués dans la commune depuis 1793. Pour les communes de moins de 10 000 habitants, une enquête de recensement portant sur toute la population est réalisée tous les cinq ans, les populations de référence des années intermédiaires étant quant à elles estimées par interpolation ou extrapolation. Pour la commune, le premier recensement exhaustif entrant dans le cadre du nouveau dispositif a été réalisé en 2007.

En 2022, la commune comptait 321 habitants, en évolution de +4,22 % par rapport à 2016 (Eure-et-Loir : −0,23 %, France hors Mayotte : +2,11 %).
| 1793 | 1800 | 1806 | 1821 | 1831 | 1836 | 1841 | 1846 | 1851 |
| ---- | ---- | ---- | ---- | ---- | ---- | ---- | ---- | ---- |
| 513  | 514  | 520  | 497  | 557  | 572  | 642  | 624  | 586  |

| 1856 | 1861 | 1866 | 1872 | 1876 | 1881 | 1886 | 1891 | 1896 |
| ---- | ---- | ---- | ---- | ---- | ---- | ---- | ---- | ---- |
| 556  | 534  | 484  | 493  | 519  | 523  | 536  | 548  | 517  |

| 1901 | 1906 | 1911 | 1921 | 1926 | 1931 | 1936 | 1946 | 1954 |
| ---- | ---- | ---- | ---- | ---- | ---- | ---- | ---- | ---- |
| 528  | 518  | 516  | 504  | 500  | 502  | 503  | 489  | 448  |

| 1962 | 1968 | 1975 | 1982 | 1990 | 1999 | 2006 | 2007 | 2012 |
| ---- | ---- | ---- | ---- | ---- | ---- | ---- | ---- | ---- |
| 460  | 450  | 430  | 378  | 368  | 339  | 357  | 360  | 319  |

| 2017 | 2022 | - | - | - | - | - | - | - |
| ---- | ---- | - | - | - | - | - | - | - |
| 307  | 321  | - | - | - | - | - | - | - |

### Enseignement
Un pôle enfance(accueil périscolaire et Accueil de loisirs )pour les 
3 ans-11 ans du lundi au vendredi de 7H à 19 H 
et vacances scolaires 
Les écoles primaires les plus proches sont situées à La Bazoche-Gouet et Arrou.
Les collèges  à Authon-du-Perche et à Brou.
Les lycées à Châteaudun ou à Nogent-le-Rotrou.

## Économie
Les commerces du villages sont une épicerie,un marché couvert le samedi toute la journée et le Dimanche matin 
Un Bar-restaurant
Un espace bien être 
Un espace coworking.
En 2015, la commune compte 22 entreprises.

## Culture locale et patrimoine

### Lieux et monuments

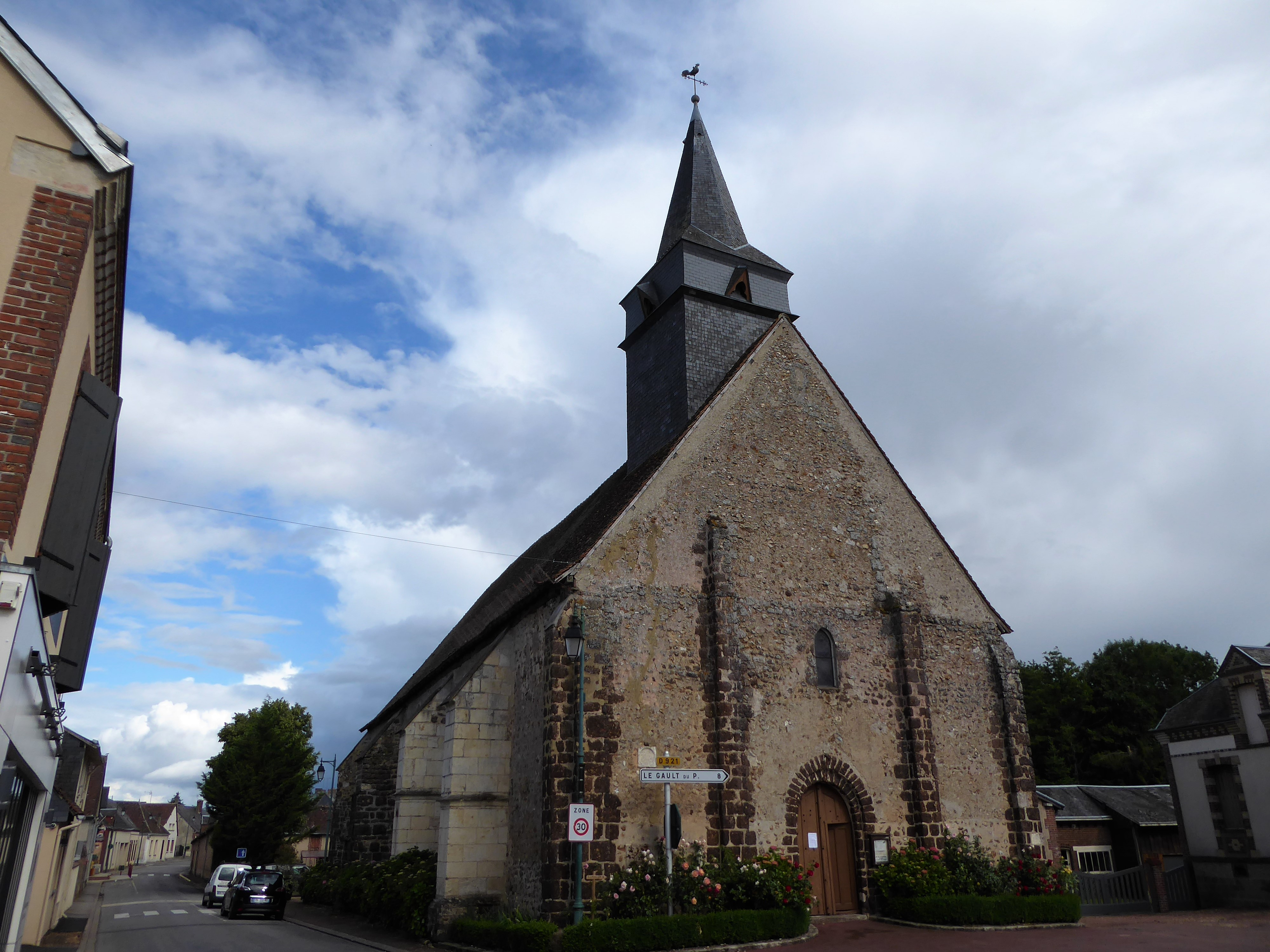
L'église Notre-Dame.

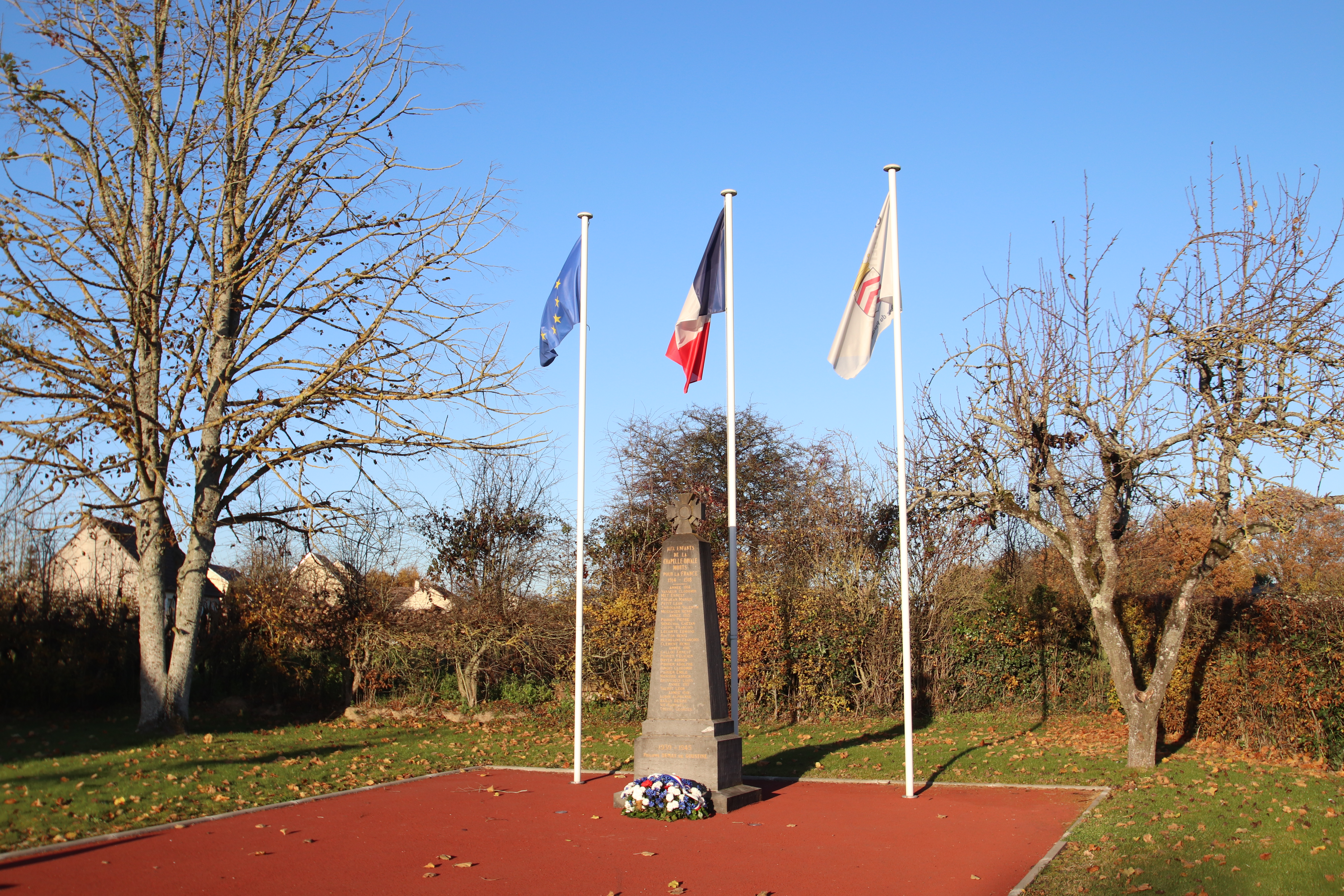
Le monument aux morts.

#### Le plan d'eau
L'étang du Vieux-Moulin se trouve au centre du village en bordure de la rivière Yerre. De nombreuses espèces de poissons peuplent les eaux de l'étang puisque l'on y trouve des gardons, des carpes, des brochets et d'autres populations. Les berges peuvent être également l'endroit idéal pour admirer canards et autres poules d'eau.
L'association "Les Carpes dorées", implantée à La Bazoche-Gouet, prend en charge l'organisation des activités de pêche dans la commune.

#### L'église Notre-Dame
L'église de la Chapelle-Royale, provenant du latin Capella Regalis, est une église dont les origines remontent au VIIe siècle à l'époque mérovingienne. Selon la tradition, l'église, qui dépendait de l'abbaye Saint-Père-en-Vallée de Chartres, fut financée par la Reine Bathilde, épouse du roi Clovis II.

#### Autres lieux et monuments
- Le monument aux morts

### Personnalités liées à la commune
- Eugène Charrieau, curé de Chapelle-Royale, condamné à vingt ans de prison en 2003 pour avoir agressé sexuellement 12 enfants, filles et garçons, entre 1982 et 1999[34],[35].